# Ануна де Вевер
Ануна Де Вевер Ван дер Гейден (16 червня 2001 , Mortseld, Фламандський регіон ) — бельгійська кліматична активістка та одна з провідних діячок Шкільного страйку заради кліматичного руху в Бельгії.

## Життєпис та активізм
Де Вевер народилася 2001 року в Мортселі у Бельгії. Разом із Кірою Гантуа та Аделаїдою Шарльє стала однією з провідних фігур у шкільному страйку заради клімату в Бельгії. В результаті цього з лютого по травень 2019 року вони вели щотижневу колонку в журналі HUMO.
Після страйків у школах Бельгії правоцентристський фламандський міністр охорони навколишнього середовища Джоке Шовліге був змушений піти у відставку після того, як неправдиво стверджував, що Служба державної безпеки Бельгії володіє інформацією, яка свідчить про те, що кліматичний страйк був організацією політичного фронту.
Особисті розбіжності призвели до розриву всередині бельгійського руху «Молодь за клімат» із відходом співзасновниці Кіри Гантуа у серпні 2019 року.
Де Вевер з'явилася на музичному фестивалі Pukkelpop 2019, намагаючись залучити публіку до проблем кліматичних змін. Її активний виступ розлютив деяких відвідувачів фестивалю, які переслідували їхню групу, кидали в них пляшки з сечею та слідували за ними назад до їхнього табору, погрожували смертю та знищили їхній намет, змусивши втрутитися охорону. Оскільки зловмисники мали при собі варіант прапора Фландрії, який облюбували ультраправі елементи руху за незалежність Фландрії, організатори заборонили такі прапори на заході, конфіскувавши їх зо два десятки.
У жовтні 2019 року Де Вевер стала однією з наймолодших кліматичних активістів, які вирушили на кораблі Regina Maris у трансатлантичну подорож з низьким вмістом вуглецю на Конференцію ООН зі зміни клімату 2019 року в Сантьяго в Чилі .
У лютому 2020 року, після повернення з Південної Америки, проходила стажування в Європейському парламенті в Зелені — Європейський вільний альянс, не ставши членкинею партії.
Де Вевер визначає свій гендер як небінарний і використовує займенники вона/він/вони.
Її критикували за те, що вона назвала Герта Верхюльста «старим білим гетеросексуальним чоловіком», що викликало незадоволення бельгійського державного секретаря з питань притулку та імміграції Семмі Махді, який сказав: «Чи можемо ми припинити зводити думку про людину до віку, кольору шкіри, сексуальної орієнтації та статі?»

## Нагороди
- У травні 2019 року Де Вевер і Кіра Гантуа отримали премію «Ковчег вільного слова».[16]
- У вересні 2019 року Де Вевер і Аделаїда Шарльє отримали нагороду Amnesty International Belgium «Посол совісті» за активну діяльність у русі «Молоді за клімат».[17]